# Hřbitov u Kozí brány
Hřbitov u Kozí brány (německy Gaistor-Friedhof) je hřbitov v historické části Bratislavy. Jeho současnou polohu vymezují ulice Palisády, Šulekova a Bradlianská.
Evangelický hřbitov, zapsaný do seznamu kulturních památek, patří k významným pietním místům v Bratislavě a je důležitým svědectvím slavné historie dnešního hlavního města Slovenska.

## Historie hřbitova
V 40. letech 16. století se v Prešpurku upevnil protestantismus. Postupně získával stále více přívrženců a svůj největší rozmach dosáhl na přelomu 16. a 17. století. Vyvrcholením převahy vyznavačů Lutherova učení byl rok 1619, kdy se městský farní chrám – Dóm svatého Martina – stal na dva roky evangelickým kostelem.
Příslušníci evangelické obce v Prešpurku původně pohřbívali své zesnulé na zde stávajících městských hřbitovech. Vlastní místo k pohřbívání mrtvých neměli. Městští radní proto hledali vhodné místo na vybudování hřbitova, který by sloužil pouze evangelíkům. Nakonec jim poskytly prostor před vnitřními městskými hradbami nedaleko Michalské brány. Vzhledem k počtu evangelických věřících se plocha hřbitova postupně rozšiřovala a zabírala parcely až na nynější Konventní ulici. Hřbitov byl obehnán pevnou kamennou zdí.

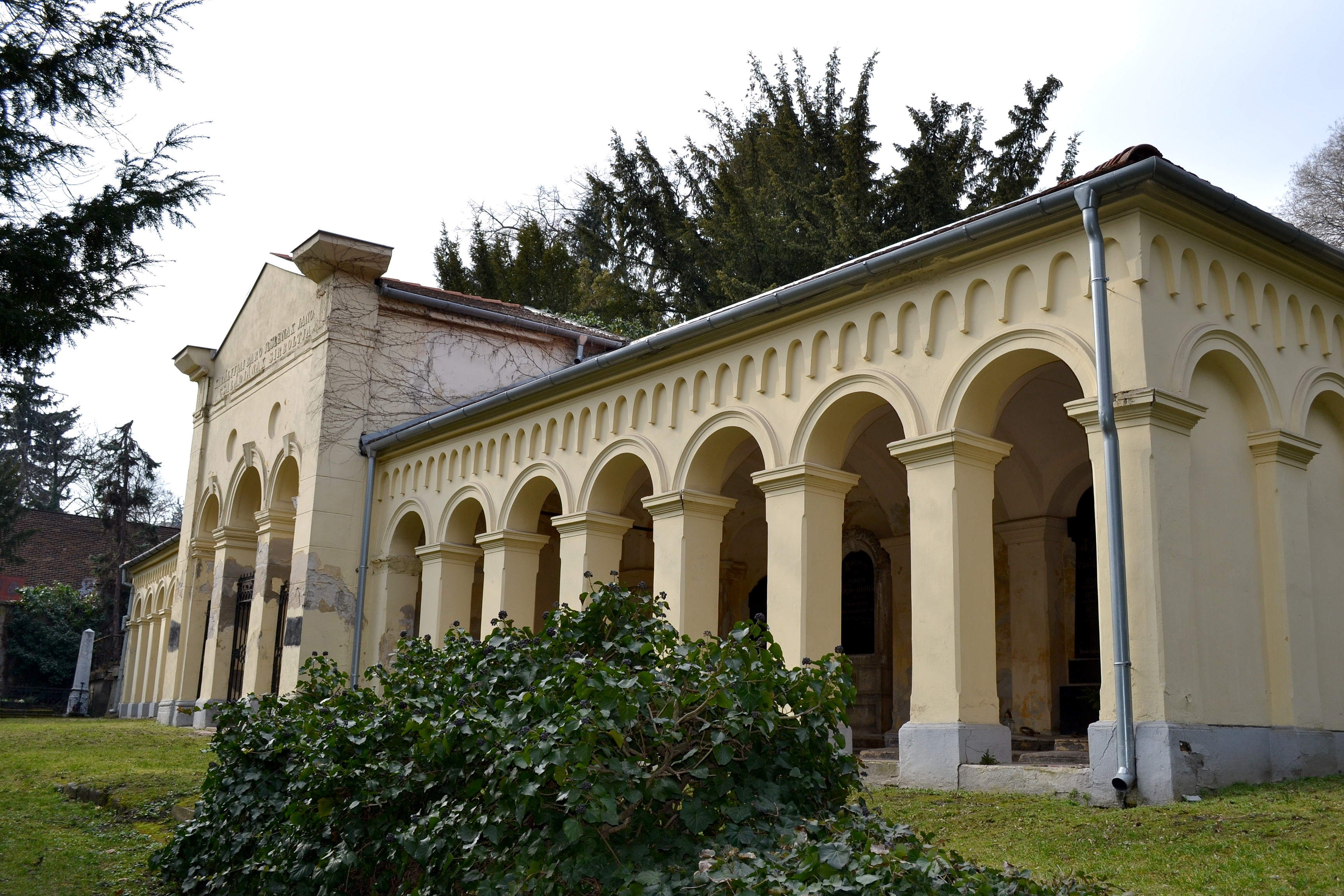
Pohled na Jesenákovskou hrobku z konce 18. stol

Pro další existenci evangelického hřbitova (stejně jako i ostatních míst na pohřbívání) měla zásadní dopad reforma císaře Josefa II., kterou nařídil uzavřít dosud používané hřbitovy uvnitř obydlených ploch a zřídit nové, ve větší vzdálenosti od lidských obydlí. Opatření vyvolané jako obrana proti často se vyskytujícím nákazám a epidemiím se dotklo i tehdejšího evangelického hřbitova v Prešpurku.
V zájmu respektování císařova nařízení Prešporský evangelický církevní sbor musel hledat nové místo, kde by mohli být pohřbíváni jeho zesnulí. V roce 1783 koupil pozemek u silnice, která vedla z zde donedávna existující Kozí brány směrem na kopce Malých Karpat.
I tento hřbitov se postupně rozrůstal o další pozemky. Vyvolala to potřeba nových ploch na pohřbívání. Ani toto opatření však časem nestačilo a proto musely být hrobová místa použita i několikrát. Nové pozemky se stavebními úpravami postupně slučovaly s již existujícími. K poslednímu významnému rozšíření hřbitova přišlo v 60. letech 19. století, když se plocha rozrostla o zahrady při ulici Palisády a dosáhla tak dnešní rozlohy.
Na hřbitově, který se aktivně využíval až do roku 1950 (v tomto roce zde bylo pohřbívání ukončeno a hřbitov byl úředně zrušen), se dnes odhadem nachází asi čtyři tisíce hrobových míst a s přihlédnutím na způsob pohřbívání (některé hroby byly použity vícekrát) se předpokládá , že v období let 1783 až 1950 zde bylo pohřbeno asi dvacet tisíc zesnulých.

## Vzhled hřbitova
Hřbitov, přístupný jak ze strany Sulekova ulice (hlavní vchod), tak z ulice Palisády (vedlejší vchod), je dnes vizuálně rozdělen na několik sektorů. Jednotlivé hroby jsou poměrně chaoticky uspořádány, což souvisí s jeho vývojem a postupným rozšiřováním. I přesto, že hřbitov jako celek, jakož i několik náhrobků byly prohlášeny za kulturní památky, jejich stav je žalostný. Mnohé, často umělecky či historicky cenné náhrobníky, podléhají neúprosnému zubu času a o některých dnes víme pouze na základě archivních záznamů.
Návštěvník se procházením jednotlivými sektory na náhrobcích seznamuje s více či méně známými jmény osobností, které spoluvytvářely společenský kolorit města a patřily často k jeho významným obyvatelům.

## Památky hřbitova

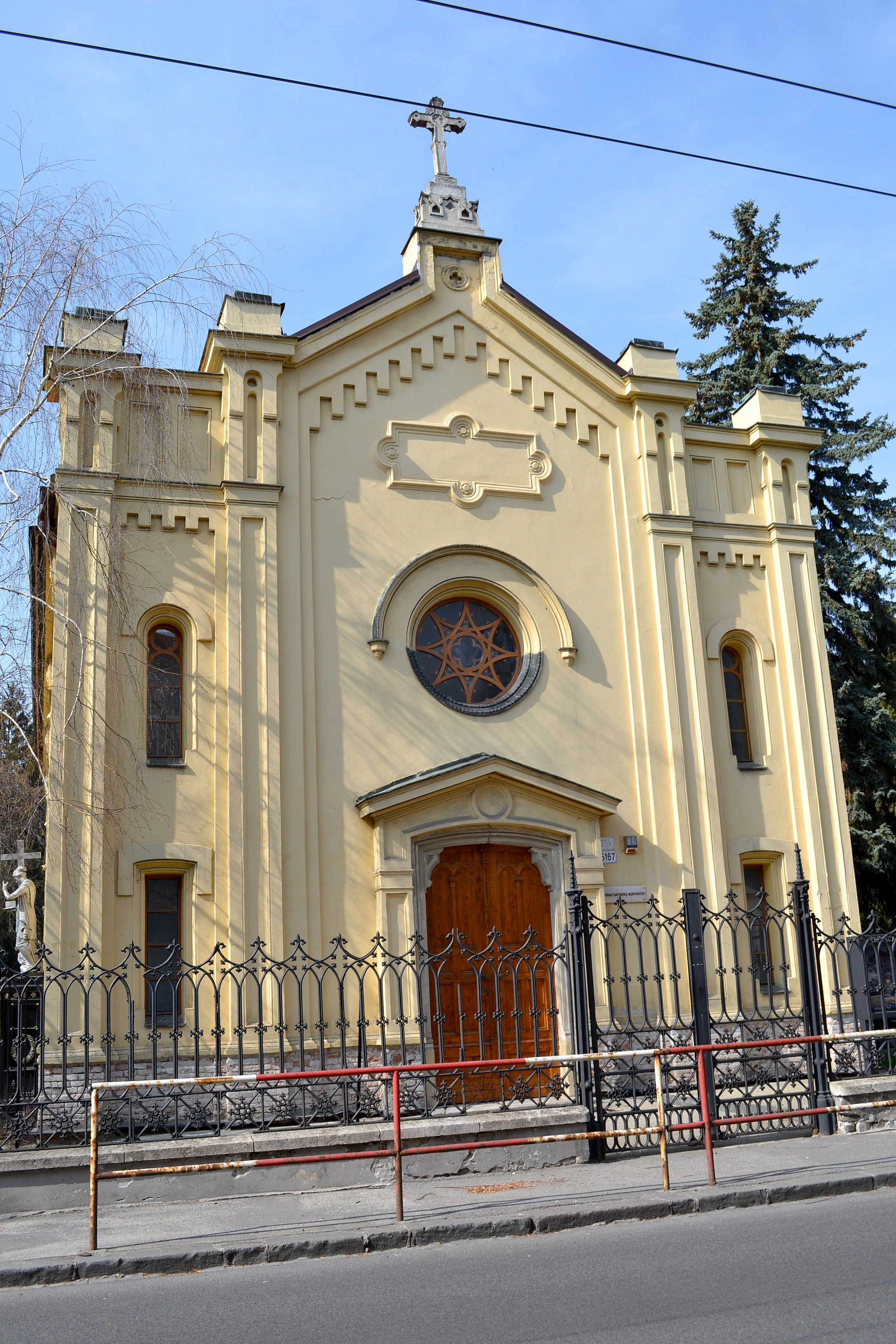
Průčelí někdejší rozlučkové kaple, dnes kostela Bratrské jednoty baptistů

Kromě mnoha zajímavých náhrobků se na Hřbitově u Kozí brány nacházejí dvě významné stavby. Koncem 18. století v jihozápadní části hřbitova postavili arkádovou hrobku uherského šlechtice, barona Jana Jesenáka (János Jeszenák, 1800–1849). Bývalého nitranského župana, účastníka uherského odboje, po událostech v revolučních letech 1848–1849, v Pešti 10. října 1849 popravili. Zde také uložili jeho tělesné ostatky. Teprve na základě povolení je v roce 1867 exhumovali a převezli do baronovy vlasti. S úmyslem uložit je na důstojné místo (z někdejšího vlastizrádce se časem stal národní hrdina), u známého prešporského architekta a stavitele Ignáce Geiglera ml. objednali stavbu reprezentačního objektu, který měl zároveň sloužit jako místo uložení ostatků baronových příbuzných, pohřbených na starém hřbitově na Konventní ulici.
Doširoka roztažené průčelí Jesenákovské hrobky v klasicistním stylu je charakteristické svými dvěma arkádovými křídly (každé se sedmi obloukovými poli) svírajícími mezi sebou na čtvercovém půdorysu postavenou ústřední halu zvanou mausoleum, která z průčelí vystupuje jako rizalit. Halu, pod kterou se nachází baronova hrobka, završuje trojúhelníkový štít, ve spodní části doplněn maďarským nápisem sdělujícím účel stavby: KIRÁLYFAI Baro JESZENÁK JÁNOS CSALÁDJÁNAK SIRBOLTJA (Rodinná hrobka barona Jana Jesenáka). Vchod do této části je uzavřen symbolickou kovovou mříží. Na vnitřním zdi je umístěn bohatě umělecky ztvárněný reliéfní náhrobek z carrarského mramoru, na kterém anděl korunoval bustu zesnulého barona.
Arkády Jesenákovskej hrobky obsahují náhrobky osob, příp. rodin, které na výstavbu hrobky finančně přispěli, či si hrobová místa po baronově boku koupili.
Druhou významnou stavbou na hřbitově je původně rozlučková kaple. Její neorománské průčelí obrácené do ulice Palisády svým vzhledem připomíná průčelí kapucínského Kostela svatého Štěpána. I tato stavba je dílem Ignáce Feiglera ml. a vznikla v roce 1868. Její jednoduchá fasáda členěná pilastry s výrazným rozetovým oknem nad portálem a bez věže odpovídala religiózním zásadám protestantské církve. V souvislosti s ukončením pohřbívání na hřbitově v roce 1950 se kaple využívala stále vzácněji. Proto, když v 60. letech 20. století asanovali původní baptistickou modlitebnu na Vysoké ulici, její představitelé v roce 1976 koupili někdejší kapli na Hřbitov u Kozí brány a přizpůsobili si ji svým náboženským potřebám. Patří jim dodnes.
Po dostavbě rozlučkové kaple zbourali její starší předchůdkyni, která stála nalevo vedle nynějšího hlavního vstupu. Na uvolněném místě vybudovali – opět podle Feidlerovho projektu – přízemní budovu márnice. Vzhledem připomínala hrobku barona Jesenáka. V ústřední rizalitové části však byla uzavřena širokými proskleným dvoukřídlými dveřmi.
Dnes stavba márnice neexistuje. V 60. letech 20. století ji jako „bezcennou“ zbourali.

## Významné osobnosti pohřbené na hřbitově
Na hřbitově u Kozí brány našlo místo svého posledního odpočinku několik významných osobností kulturního, společenského ale i vědeckého, hospodářského a náboženského života Bratislavy. Jejich hroby zdobí náhrobky často vysoké umělecké či historické hodnoty od nejznámějších bratislavských umělců, např. Alojze Rigeleho, Fraňa Gibaly, Ladislava Majerského Ludwiga Macka a dalších.
Ze známějších osobností pohřbených na hřbitově si pozornost zaslouží např. hudební skladatel Ján Levoslav Bella, vynálezce Ján Bahýľ, divadelní režisér Miloš Pietor, architekti Christian Ludwig a Jindřich Merganc, pedagog Ján Pravdoľub Bella, právník a vlastenec Vendelín Bohboj Kutlík, historik Ján Kvačala, lékař, průkopník radioterapie na Slovensku Ľudovít Valach, významná historička Alžbeta Güntherová-Mayerová, umělecký fotograf Martin Martinček, vinohradník Christoph Heck, najdeme zde rodové hrobky příslušníků aristokracie, předních bratislavských vinařských, obchodnických, řemeslnických rodin, evangelických duchovních, vojáků, purkmistrů, politiků a ministerských úředníků.

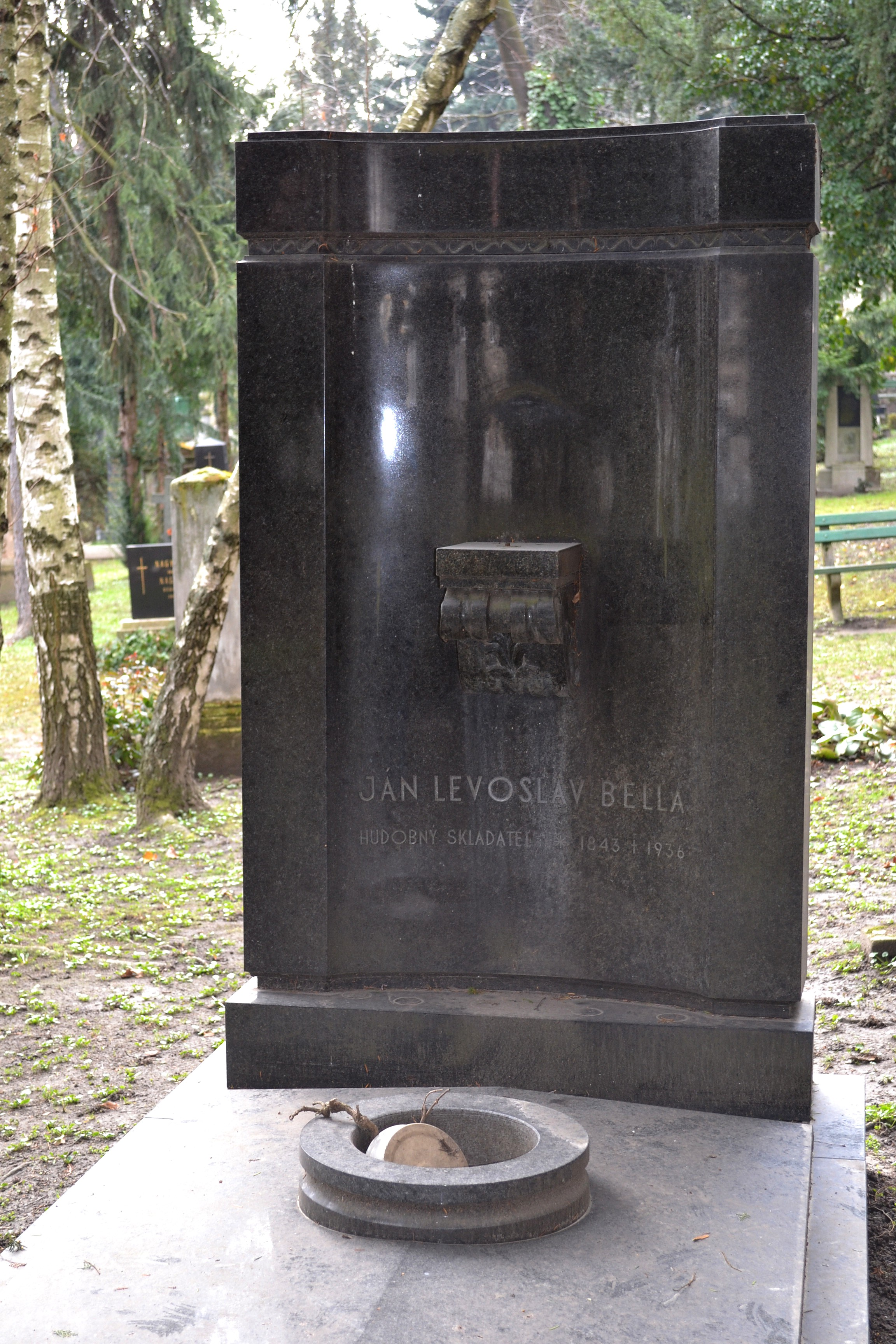
Ján Levoslav Bella, hudební skladatel
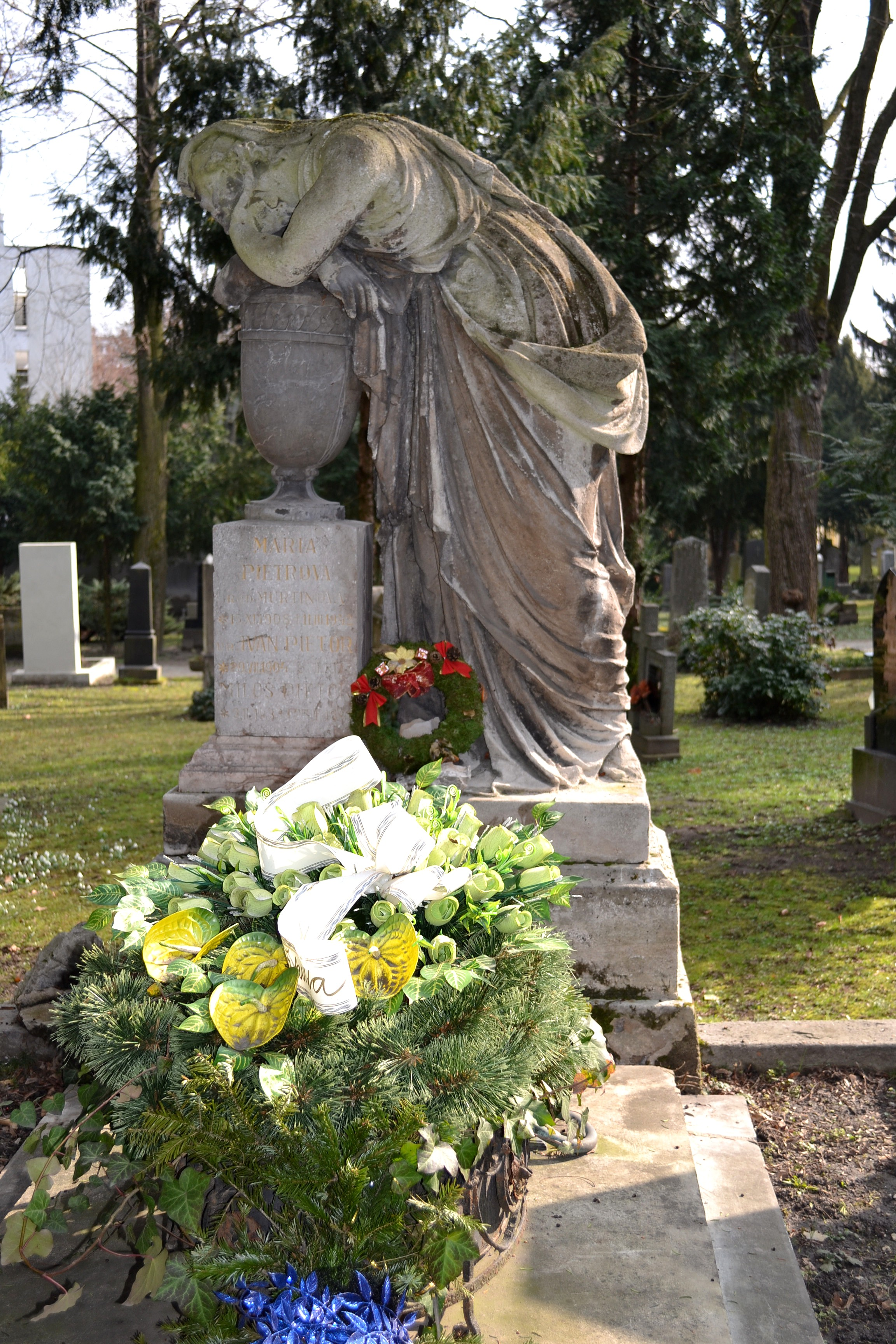
Miloš Pietor, divadelní režisér
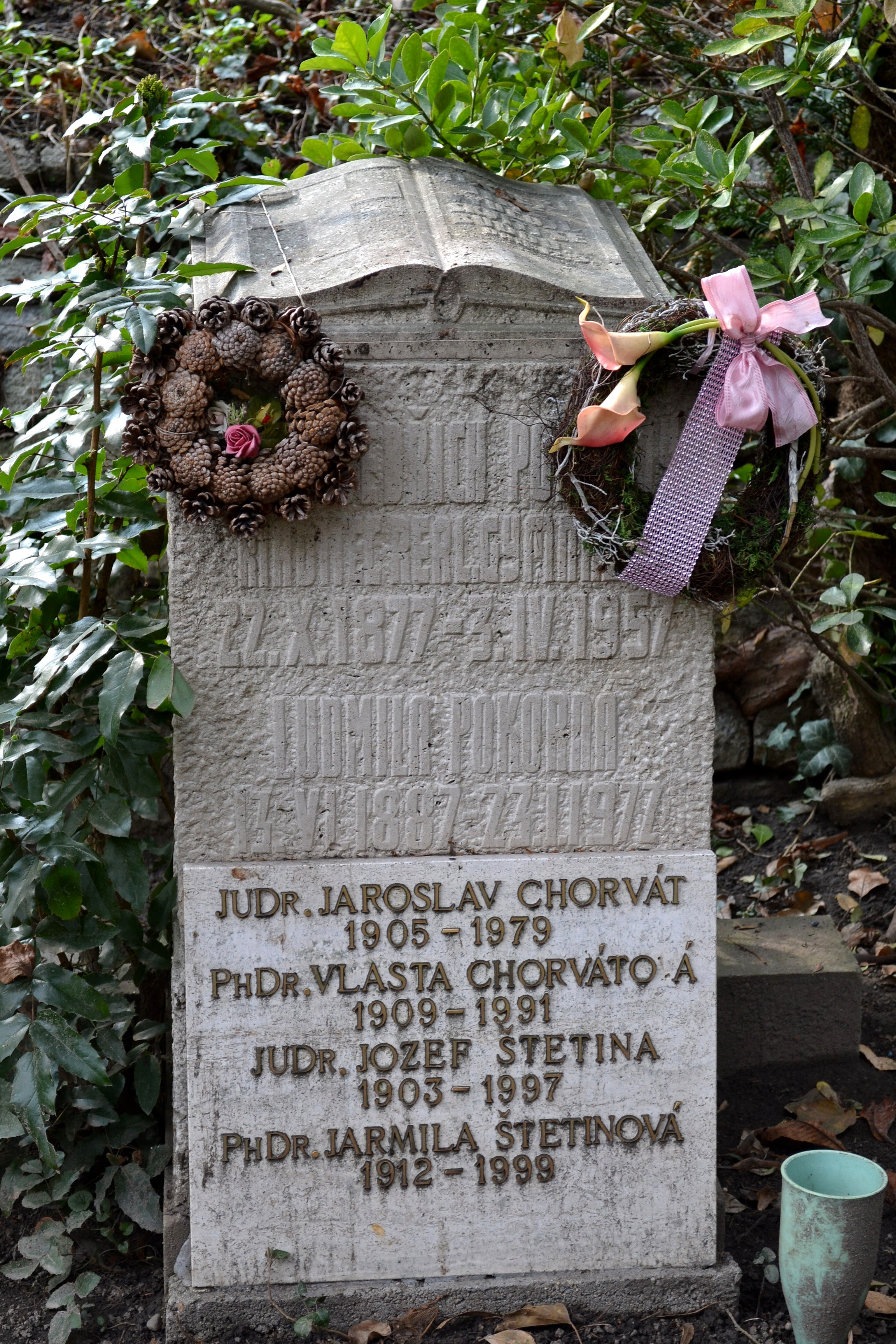
Bedřich Pokorný, gymnaziální profesor
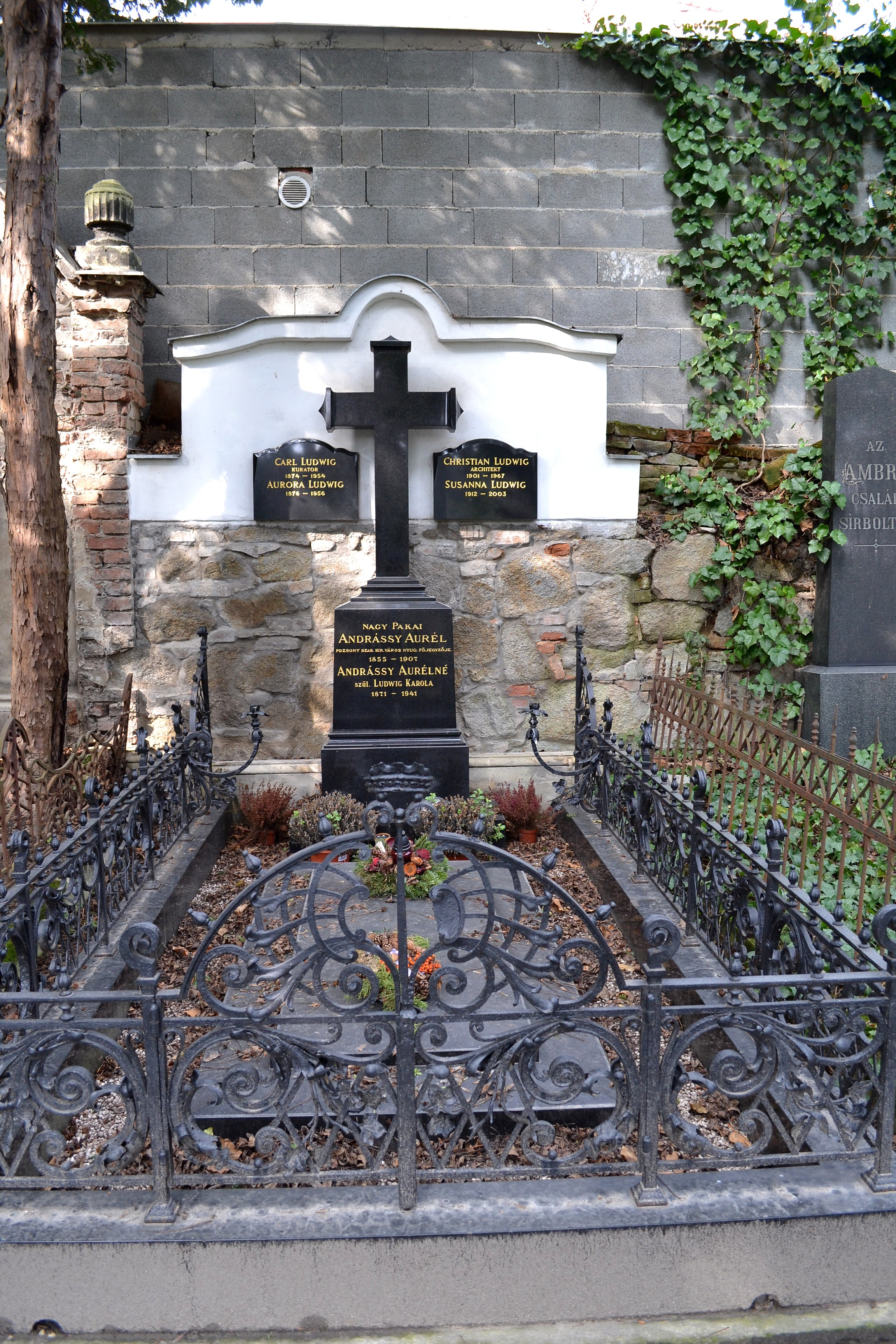
Christian Ludwig, architekt
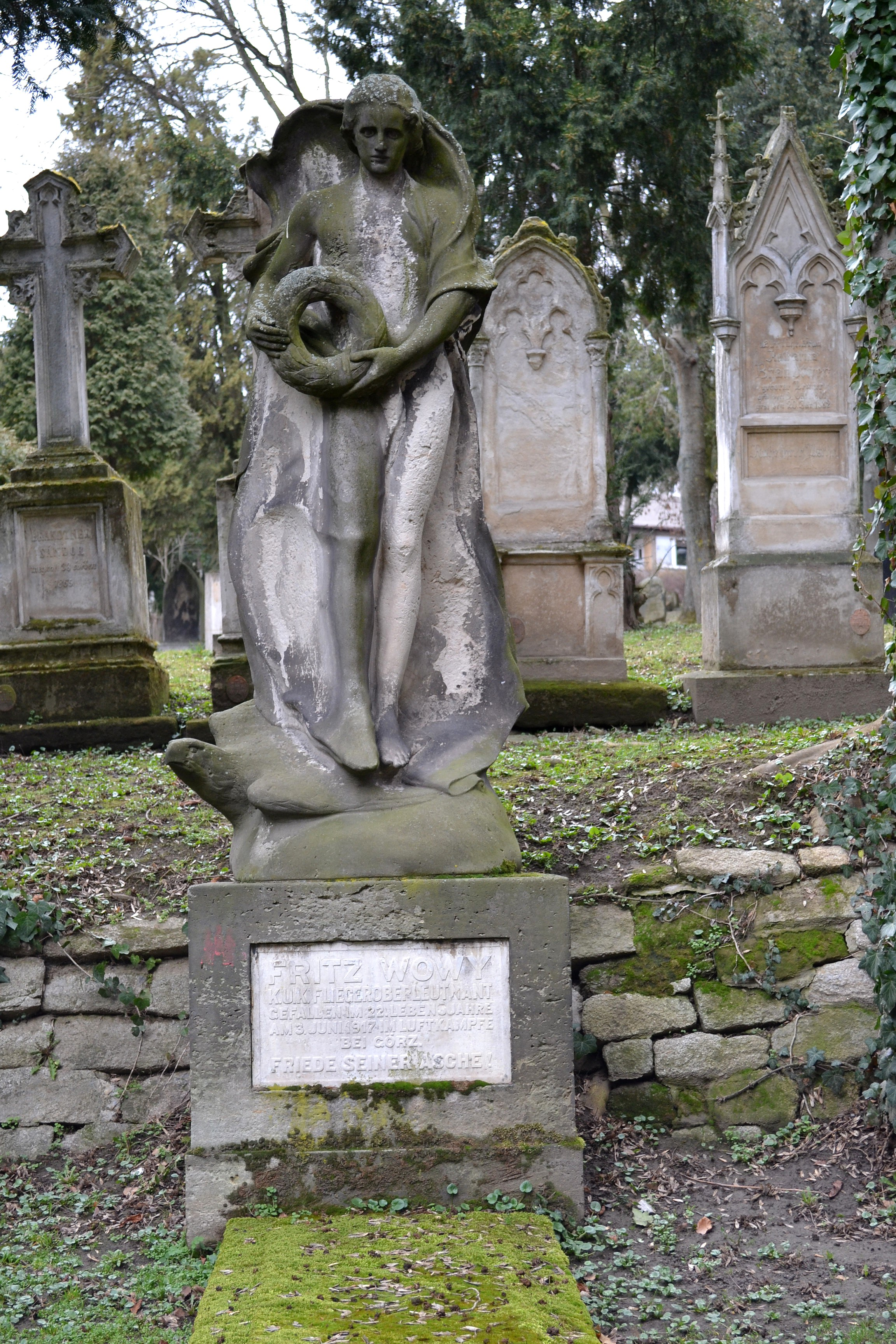
Fritz Wowy, letec
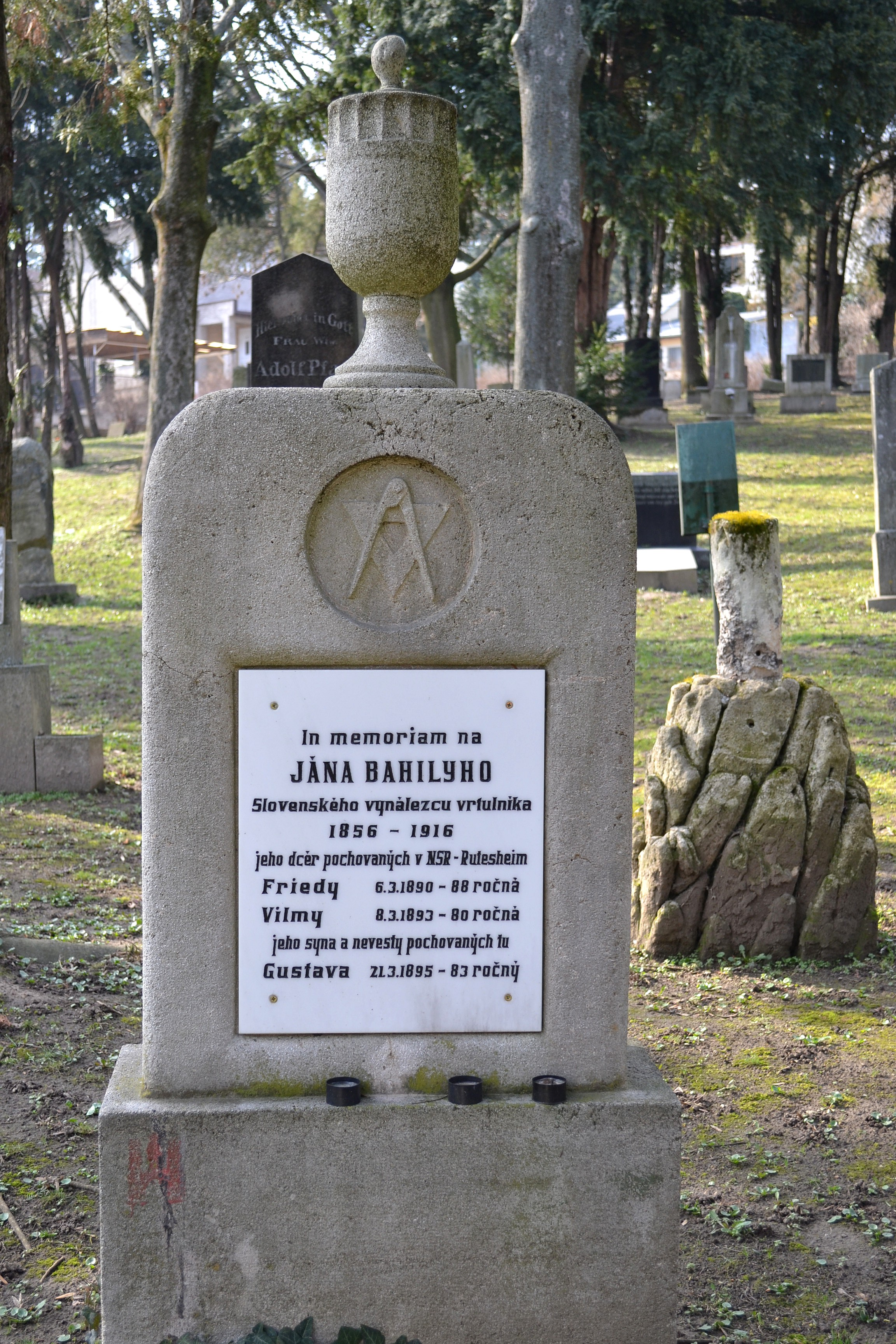
Ján Bahýľ, vynálezce
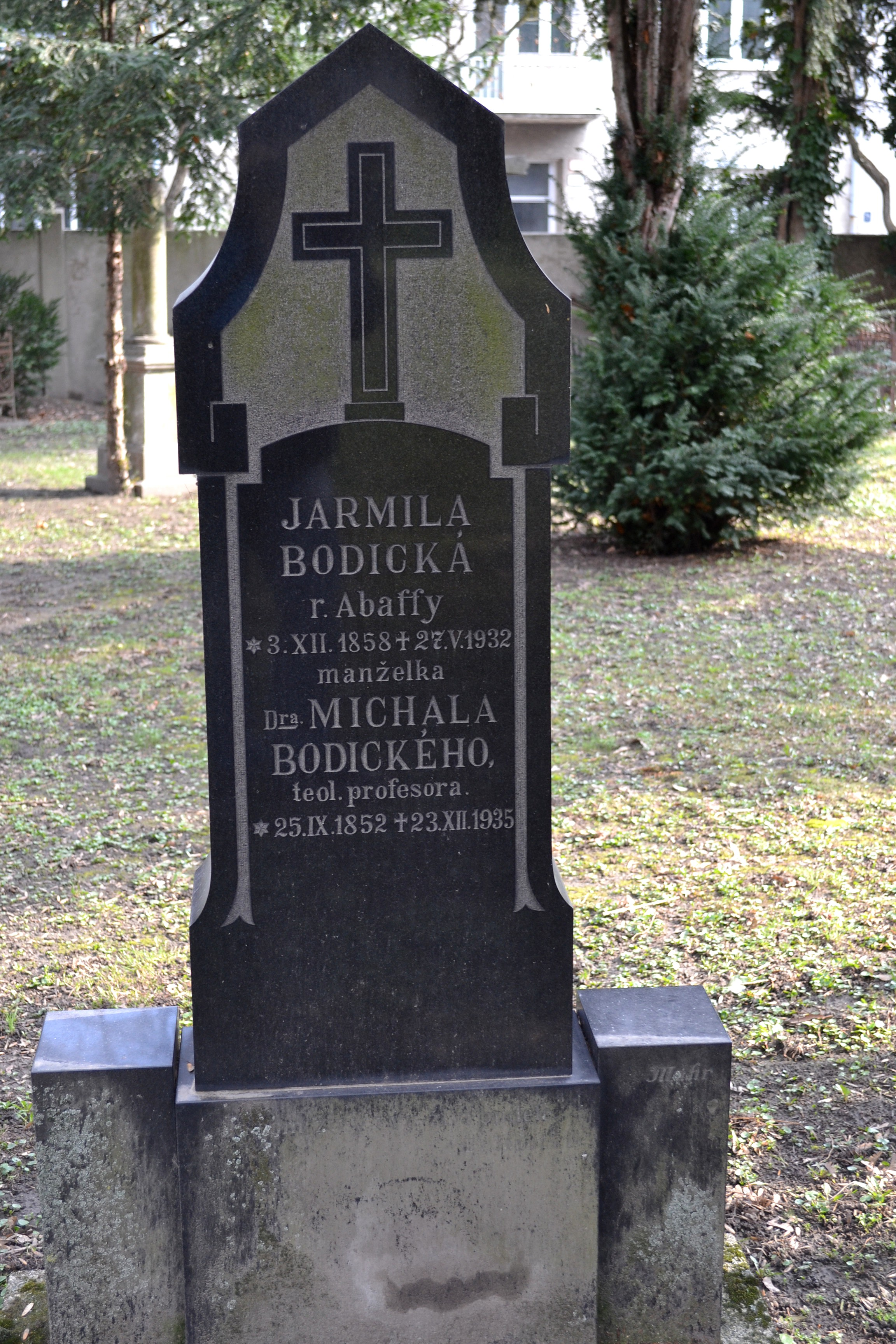
Michal Bodický, profesor teologie